# EMU500계 전동차
EMU500계 전동차는 대만 철로 관리국(TRA)이 운영하는 전기 동력분산식 열차로, 대한민국의 대우중공업과 독일의 지멘스가 제작하였다.

## 역사
1990년대에 대만 철로 관리국(TRA)은 노후화된 지역 열차 문제에 직면하였는데, 모든 열차에 에어컨이 갖춰져 있지 않았다. 이에 TRA는 1993년 대한민국의 차량 제조업체인 대우중공업과 344량(86편성)의 차량을 제작하는 계약을 맺었다. 1995년 여름 첫 열차가 도착하였으며, 그해 10월 11일 개통하였다.

## 특징
전동차의 외장은 대만 최초로 스테인리스 강철로 만들어졌다. 행선안내판에는 흰 배경 위 검은색 글자가 있는데 이는 EMU400 시리즈에서 반전된 것이다. 이것은 이후 2004~2005년, LED 디스플레이로 교체되었다.
다른 지역 열차와 마찬가지로 좌석은 열차 벽과 평행하게 배치되어 있다. 본래 차량에는 각 문에 계단이 하나씩 있었으나, 2017년 고상식 플랫폼으로 전환하고, 내부를 리모델링하여 이 계단이 제거되었다.